# 邵阳市人民政府
27°14′44″N 111°28′29″E / 27.245482°N 111.474587°E
邵阳市人民政府（简称邵阳市政府）是中华人民共和国湖南省邵阳市的行政管理机关。现任市长是华学健，2021年6月上任。

## 历史
1986年2月，邵阳地区建制撤销，实行市管县。

### 反腐败工作
原副市长周符波因是一名高考移民而考上大学，在成为副市长后迷恋赌博，经常出入长沙市赌博，输钱后找了文烈宏借钱，并且成为他的保护伞；同时，他多方谋求通过非法手段升迁，在北京市跑官被几个江湖骗子诓骗数百万元。2017年3月1日，周符波因涉嫌重大违纪接受组织调查。
2025年1月24日，龚文密涉嫌严重违纪违法，主动向组织交代问题，接受湖南省纪委监委纪律审查和监察调查。

## 职权
根据《中华人民共和国地方各级人民代表大会和地方各级人民政府组织法》第七十三条，县级以上的地方各级人民政府行使下列职权：
1. 执行本级人民代表大会及其常务委员会的决议，以及上级国家行政机关的决定和命令，规定行政措施，发布决定和命令；
2. 领导所属各工作部门和下级人民政府的工作；
3. 改变或者撤销所属各工作部门的不适当的命令、指示和下级人民政府的不适当的决定、命令；
4. 依照法律的规定任免、培训、考核和奖惩国家行政机关工作人员；
5. 编制和执行国民经济和社会发展规划纲要、计划和预算，管理本行政区域内的经济、教育、科学、文化、卫生、体育、城乡建设等事业和生态环境保护、自然资源、财政、民政、社会保障、公安、民族事务、司法行政、人口与计划生育等行政工作；
6. 保护社会主义的全民所有的财产和劳动群众集体所有的财产，保护公民私人所有的合法财产，维护社会秩序，保障公民的人身权利、民主权利和其他权利；
7. 履行国有资产管理职责；
8. 保护各种经济组织的合法权益；
9. 铸牢中华民族共同体意识，促进各民族广泛交往交流交融，保障少数民族的合法权利和利益，保障少数民族保持或者改革自己的风俗习惯的自由，帮助本行政区域内的民族自治地方依照宪法和法律实行区域自治，帮助各少数民族发展政治、经济和文化的建设事业；
10. 保障宪法和法律赋予妇女的男女平等、同工同酬和婚姻自由等各项权利；
11. 办理上级国家行政机关交办的其他事项。

## 历任市长
| 姓名   | 就任日期   | 卸任日期   | 备注        |
| ------ | ---------- | ---------- | ----------- |
| 郎艺珠 | 1986年3月  | 1988年6月  |             |
| 陈茂志 | 1988年6月  | 1989年5月  | 代理        |
| 彭茂吾 | 1989年5月  | 1994年12月 |             |
| 孔令志 | 1994年12月 | 2000年5月  |             |
| 罗月林 | 2000年5月  | 2002年10月 |             |
| 黄天锡 | 2002年10月 | 2007年4月  |             |
| 郭光文 | 2007年4月  | 2012年2月  |             |
| 龚文密 | 2012年2月  | 2016年4月  | [ 4 ]       |
| 刘事青 | 2016年4月  | 2021年6月  | [ 5 ]       |
| 华学健 | 2021年6月  | 2024年9月  | [ 6 ] [ 7 ] |
| 程蓓   | 2024年12月 |            | [ 8 ]       |